# Plótinosz
Plótinosz (ógörögül:  Πλωτῖνος), régiesen Plótinos (latinul: Plotinus), (Lükopolisz, Egyiptom, Kr. u. 203 – Campania tartomány, Itália, Kr. u. 269) filozófus, az újplatonizmus megalapítója. Életműve Enneaszok (ógörögül:   Ἐννεάδες) néven maradt fenn.
Plótinosz metafizikája nagy hatást gyakorolt a keresztény, zsidó, muszlim és gnosztikus tanításokra egyaránt, látásmódja és módszere az európai misztika ősévé teszik. Gondolatai meghatározóvá válnak a reneszánsz platonizmusban is.

## Élete
Életrajzát tanítványa, Porphüriosz jegyezte le. Plótinosz Egyiptomban született, azonban nemzetiségét tekintve görög volt. Felmenői vagy hellenizált egyiptomiak vagy rómaiak voltak.
Plótinosz huszonnyolc éves korában kezdett el filozófiával foglalkozni. Tanulmányait Alexandriában kezdte Ammóniosz Szakkasz tanítványaként. Tíz vagy tizenegy évet töltött el mestere társaságában, majd a perzsa és ind filozófia tanulmányozása felé fordult. 243 körül III. Gordianus császár perzsiai katonai expedíciója mellé szegődött. Az expedíciónak azonban véget vetett a császár váratlan halála. Ezt követően Plótinosz feladta a Keletet tanulmányozó útját és 245-ben Antiokhián keresztül visszatért Rómába.
Élete hátralevő részében a filozófia tanításával foglalkozott. Kísérletet akart tenni Platón ideális állammodelljének létrehozására Campaniában Platonopolisz néven, Gallienus császár azonban nem engedélyezte. Tanítási módszere informális volt, főként Platón és Arisztotelész műveit, illetve kommentátoraikat olvasta és vitatta meg tanítványaival. Utolsó tíz életévében tanításait írásba foglalta. 269-ben, vagy 270-ben halt meg Campaniában. Egy másik változat szerint hallgatói közössége Gallienus császár halálával bomlott fel.

## Filozófiája
Plótinosz filozófiáját Porphüriosz által szerkesztett Enneaszok című művéből ismerhetjük meg. Írásaiban erőteljes metaforákon keresztül beszélt egy olyan szellemi valóságról, amely nem fejezhető ki szavakkal, mivel az ember által használt nyelv túl tökéletlen ahhoz, hogy ki tudja fejezni, le tudja írni azt. Három fő szakasz:
1. Platón hatás - minden évben megünnepelték Platón (és Szókratész) születésnapját.
2. Ammóniosz Szakkasz és Arisztotelész befolyása.
3. Sztoicizmus. Az ember minél nagyobb mértékben köteles az élet drámáját költő istennek engedelmeskedni.
A plótinoszi filozófia középpontjában az Egy áll, amely az abszolút jóságot, abszolút teljességet jelenti. Minden egyes létező levezethető az Egyből és egyetlen létező sem létezhet az Egyen kívül. Az Egyről viszont nem mondható el, hogy létező lenne, mivel az Egy a létezésnél korábbi. Az Egy az első.
A testi világ úgy jött létre, hogy Egy túltelítettsége miatt kicsordul, Plótinosz szavaival: kisugárzik akár a fény a Napból. Ezt a folyamatot nevezzük emanációnak: a létezés magasabb foka leképződik egy alacsonyabb szintre. Mikor az Egy kicsordul, először minden dolog ősképeinek, az ideáknak a szférája, a Nousz (Szellem) keletkezik. A Nousz további emanációja a Lélek. A Lélek minden élőlény megalkotója: az Isteni Értelem oldalhajtása. A Lélek két irányba tekint: van egy belső, a Nousz fele törekvő lélek, és egy másik, amelyik kifele tekint, alászáll, hogy megalkossa képmását a természetet, az érzékelhető világot.
Az ember akkor képes megpillantani a Nouszt és akár az Egyet is, ha sikerül neki „isteni révületbe", extázisba esnie. A révület során tapasztalt dolgokat szavakba önteni nem lehet, csak az tudja, aki ezt átélte. Az Egyet azonban csak akkor pillanthatjuk meg teljességében, amikor a lelkünk elvált a testünktől, azaz a halálunk után. De ez csak az erkölcsös életet élt embereknek adatik meg, akik bűnökben éltek, azoknak újjá kell születniük mindaddig, míg megbánják bűneiket és felismerik, hogy az igazi hazájuk azon a "helyen" van, ahonnan igazából származnak, az Egynél.

## Magyarul megjelent művei
- A szépről és a jóról, fordította Techert Margit, Budapest: Pfeifer, 1925 (Filozófiai könyvtár, 9.) [Enneaszok I 6, V 1, V 5, V 8, V 9, VI 9]
- Istenről és a hozzá vezető utakról (Szemelvények Plotinos Enneasaiból), fordította és magyarázatokkal ellátta Magyarné Techert Margit, Budapest: Officina, 1944 (Officina Könyvtár, 66-67.) [Enneaszok II 9, III 5, III 8, IV 8, VI 7]
- A szépről és a jóról; Istenről és a hozzá vezető utakról, ford. Techert Margit, Budapest: Farkas Lőrinc Imre, 1998 [az előző két kötet utánnyomása]
- Az Egyről, a szellemről és a lélekről. Válogatott írások, fordította és a jegyzeteket írta Horváth Judit és Perczel István, Budapest: Európa, 1986 (Az ókori irodalom kiskönyvtára) [a kötet a porphürioszi Plótinosz-életrajzot és a következő értekezéseket tartalmazza: I 2, I 7, I 8, II 4, III 8, IV 2, IV 1, IV 3, IV 4, IV 8, V 1, V 2, V 3, V 4, V 6, VI 8, VI 9]
- Enneaszok I 3, 1, ill. I 6, 1-3] ford. Ritoók Zsigmond, in u. ő (szerk., ford., bev., jegyz.): Források az ókori görög zeneesztétika történetéhez (görögül és magyarul). Budapest, Akadémiai Kiadó, 1982, 429. ill. 431-437. o.
- A szellemi szépség. [Enn. V 8], ford. Lautner Péter, in Pál József és mások (szerk.): Hermetika, mágia, 1995, 97-107. o.
- A szellem, az ideák és a létező. [Enn. V 9], ford. Lautner Péter, in Pál József és mások (szerk.): Hermetika, mágia, 1995, 109-116. o.

## Plótinoszról magyarul
- Bene László: Mozgás és idő Plótinosznál. Magyar Filozófiai Szemle 42 (1998) 9-56. o.
- Magyaryné Techert Margit: A hellén újplatonizmus története, Budapest: MTA, 1934 (Az Akadémia filozófiai könyvtára 8.)
- Magyaryné Techert Margit: Plotinos és Szent Ágoston. Athenaeum 28 (1942) 253-266. o.
- Magyaryné Techert Margit: Plotinos esztétikája. Esztétikai Szemle 8 (1942) 3-10. o.
- Techert Margit: Plotinus és a campaniai »pedagógiai provincia« (Platonopolis) felállításának terve. Magyar Paedagogia 41 (1932) 75-83. o.